# Rue Louise-Thuliez
Ne doit pas être confondu avec Rue Louis-Thuillier.
La rue Louise-Thuliez est une voie du 19e arrondissement de Paris, en France.

## Situation et accès
La rue Louise-Thuliez est une voie publique située dans le 19e arrondissement de Paris. Elle débute au 48, rue Compans et se termine au 1, rue des Lilas.

## Origine du nom
Cette rue a reçu le nom de Louise Thuliez (1881-1966), résistante durant les Première et Seconde Guerres mondiales.

## Historique
Ouverte en 1974, dans le cadre de l'aménagement de l'îlot de la place des Fêtes, sous le nom provisoire de « voie BD/19 », elle prend la même année son nom actuel. 